# Rusia în Consiliul Europei
Federația Rusă a fost un membru al Consiliului Europei, o organizație internațională preocupată cu promovarea democrației și supremației legii, între 1996 și 2022. La momentul aderării sale, Rusia nu respecta toate cerințele pentru a se alătura organizației, dar acesteia i s-a permis să intre în speranța că ar putea duce la îmbunătățirea sistemului democratic și a protecției drepturilor omului. Într-un articol publicat de International and Comparative Law Quarterly, juriștii internaționali Kanstantsin Dzehtsiarou și Donal K Coffey au arătat cum Rusia dă dovadă de o "nesocotire persistentă și clară a valorilor și scopurilor Consiliului Europei", prin ocuparea de alte state membre (Georgia și Ucraina), sponsorizarea de mișcări separatiste (Republicile Abhazia, Osetia de Sud, Donețk și Lugansk) și ignorarea hotărârilor Curții Europene a Drepturilor Omului.